# فهرست جشنواره‌ها در ایران
در زیر فهرستی از جشنواره‌ها در ایران آمده‌است. ایران دارای مردمی از اقوام گوناگون است که خود را دارای هویت ایرانی می‌دانند و تاکنون جشن‌های ملی ایران را پاس داشته‌اند. اعیاد و سوگواری‌های اسلامی نیز در این کشور بسیار رایج است. پس از انقلاب ۱۳۵۷، این مراسم‌ها شکلی مجلل به خود گرفت و هویت اسلامی، توسط حکومت جدید، پشتیبانی شد. جشن سال نوی ایرانی، نوروز، از سوی یونسکو به عنوان میراث فرهنگی و معنوی بشریت ثبت شده‌است و مجمع عمومی سازمان ملل متحد با تصویب قطعنامه‌ای، ۲۱ مارس، برابر با اول بهار را به عنوان روز جهانی نوروز به رسمیت شناخته‌است. این آیین باستانی ایرانی، توسط پیروان دین‌های گوناگون و در کشورهای دیگر نیز جشن گرفته می‌شود. این جشن به عنوان مهم‌ترین تعطیلات ایران شناخته می‌شود و از چهارشنبهٔ آخر سال که چهارشنبه‌سوری در آن برگزار می‌شود، آغاز شده و با تعطیلات یک هفته‌ای، به روز سیزدهم سال جدید می‌رسد که سیزده‌به‌در نام دارد و در آن، مردم به پیک‌نیک می‌روند. جشن تیرگان، مهرگان، سپندارمذگان، سده، امرداد و شب یلدا از بازماندگان آداب و رسوم ایرانی هستند که هنوز در این کشور زنده‌اند.

## فراگیر ایرانی
- نوروز
- هفت‌سین
- سیزده‌به‌در
- تیرگان
- مهرگان
- جشن سده
- شب یلدا
- سپندارمذگان
- چهارشنبه‌سوری

## فراگیرشدهٔ غیر بومی در دوران اخیر
- ولنتاین در ایران به عنوان یک رویداد فرهنگی خارجی مورد توجه بوده‌است. ولنتاین اگرچه ریشه‌ای مسیحی دارد، اما در دهه‌های گذشته در بیشتر کشورها، از جمله ایران، گسترش یافته‌است. در این روزافزون‌بر فروشگاه‌ها، رستوران‌ها و کافه‌های ایران نیز برنامه‌هایی ویژه دارند و فضای مناسبتی در آنان برقرار گردیده‌است.[۴][۵]

## دینی

### مسلمانان (جشنواره و عزاداری)
- غدیر خم
- رمضان
- عید فطر
- عاشورا
- اربعین
- نیمه شعبان
- شب قدر
- عید قربان
- لیلةالرغائب
- روز عرفه
- دهه ی کرامت
- ایام فاطمیه
- اعتکاف

### زرتشتیان
پاره‌ای از مهمترین جشن‌های زردتشتیان ایران:
- خردادگان
- بهمنگان
- اسفندگان
- فروردینگان
- جشن سده
- مهرگان
- تیرگان
- نوروز
- خردادسال
- مرگ زرتشت
- آذرگان
- آبانگان

## کتابنامه
- Shirzad Aghaee, Nouruz - Berliyan-negin-e jashnha-yi irani va digar jashnha va jashn-aiyinha-yi mardomi-yi iran (نوروز and other Iranian National Festivals), Stockholm, Sweden, 2002.
- Festivals in Encycloapedia Iranica